# Palasport Flaminio
Il palasport Flaminio è un impianto sportivo polivalente situato a Rimini.

## Storia

Un derby riminese di pallamano a cavallo tra gli anni '70 e '80.

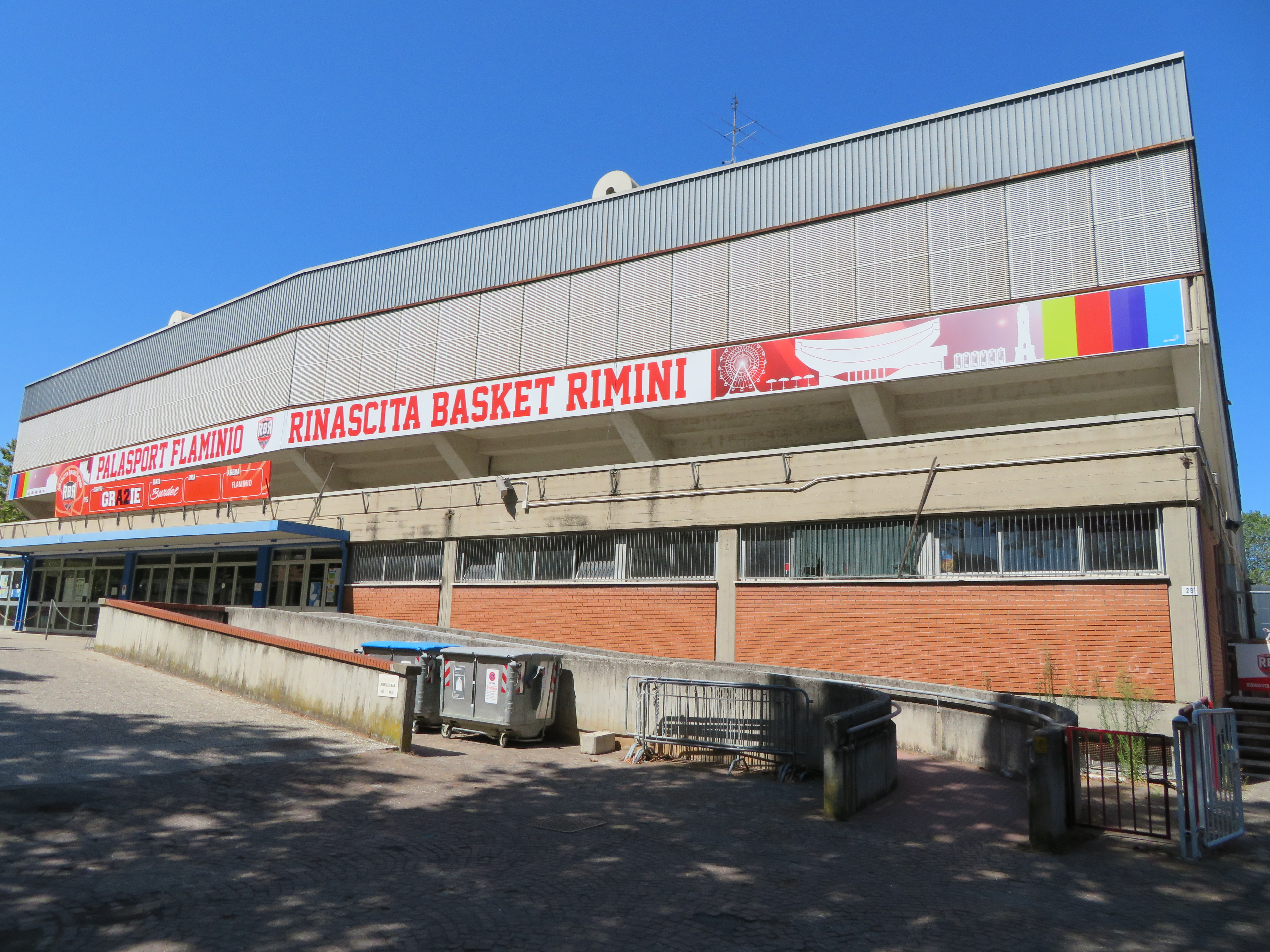
L'esterno dell'impianto.

Il progetto relativo alla sua costruzione è datato 1962. All'epoca, la città non disponeva ancora di un vero e proprio palazzetto dello sport. Il Palasport Flaminio venne realizzato in due tronconi diversi: la prima parte fu completata nel 1972, ebbe un costo di 183 milioni di lire e comprendeva solamente la piscina e la palestra ginnica, mentre un secondo lotto, quello della sala principale, fu ufficialmente aperto il 25 settembre del 1977 con una serie di eventi. Tra le discipline a cui la struttura era adibita, oltre che la pallacanestro, vi era anche la pallamano, sport di cui la città di Rimini in quegli anni contava addirittura due squadre nella massima serie.
Il programma inaugurale prevedeva al mattino una commemorazione per Luciano Vendemini, seguita dall'incontro di pallamano tra La Rapida Rimini e Volani Rovereto. Nel pomeriggio ci fu una sfida di pallamano femminile fra le selezioni di Italia e Istria, quindi alle ore 17:30 iniziò l'amichevole benefica di basket disputata tra l'allora Sarila Rimini guidata da Alberto Bucci e l'Auxilium Torino. Al termine, la giornata fu chiusa da un'esibizione di ginnastica artistica. Allo stesso Vendemini fu intitolata la sala principale, per l'appunto la Sala Vendemini, in memoria dell'ex cestista riminese che vestì anche la maglia della Nazionale e che morì il 20 febbraio 1977 al Palasport Villa Romiti di Forlì a causa di un improvviso malore.
Il palazzetto, tra le varie discipline, veniva utilizzato anche per la pallamano: nei primi anni di vita dell'impianto, infatti, la città di Rimini annoverava in Serie A ben due squadre, nello specifico la Pallamano Rimini, finalista di due Coppe Italia, e l'H.C. Rimini.
Nel corso degli anni, il Palasport Flaminio venne calcato da molteplici campioni di basket, come i membri della Hall of Fame Dino Meneghin, Dražen Dalipagić, Bob McAdoo, Oscar Schmidt, George Gervin, Dino Radja e Dominique Wilkins, passando per una serie di All-Star NBA tra cui Mike Mitchell, Micheal Ray Richardson e Manu Ginóbili, oltre ad altri grandi giocatori come Darryl Dawkins e Toni Kukoč. L'impianto fu inoltre teatro di epiche sfide ed infuocati derby, per esempio quelli contro la Libertas Forlì.
Dal 29 luglio al 3 agosto 2003, inoltre, ospitò il primo europeo di tchoukball della storia, al quale parteciparono sei nazioni.
A livello musicale, invece, nei suoi primi decenni di vita l'impianto ospitò concerti di alcuni tra i più importanti artisti della scena nazionale ma anche internazionale, come ad esempio James Brown, Ray Charles e i Rockets.
A partire dal febbraio 2003, fu il nuovissimo e più capiente 105 Stadium a diventare il palazzetto cittadino di riferimento per il basket. I Crabs, infatti, disputarono la prima gara di campionato nel nuovo impianto il 2 febbraio 2003, a stagione in corso. In alcuni casi, quando il 105 Stadium era occupato da altri concerti o eventi, i biancorossi tornarono occasionalmente a giocare al Flaminio, ma si trattava di occasioni perlopiù sporadiche. Tuttavia, nel 2011, complice la caduta del club nel dilettantismo dovuta a problemi economici, il Flaminio tornò ad essere l'impianto abituale della pallacanestro riminese. I Crabs cessarono l'attività della prima squadra al termine della stagione 2017-2018, mentre a partire dall'anno successivo fu la nuova società Rinascita Basket Rimini a disputare qui i propri campionati.

## Curiosità
Il 26 gennaio 1995, il Flaminio fu teatro di un record che rimane tuttora imbattuto: Carlton Myers, stella del Basket Rimini, arrivò quel giorno a segnare 87 punti personali nell'arco di una singola partita, vinta 147-99 contro la Libertas Udine. Il precedente primato della Serie A apparteneva a Sandro Riminucci, che nel 1964 ne realizzò 77.
Il 2 novembre del 1981, il concerto del gruppo new wave Ultravox tenutosi al Flaminio fu registrato e successivamente distribuito come LP bootleg con il titolo "Live in concert".